# Els principis de la filosofia

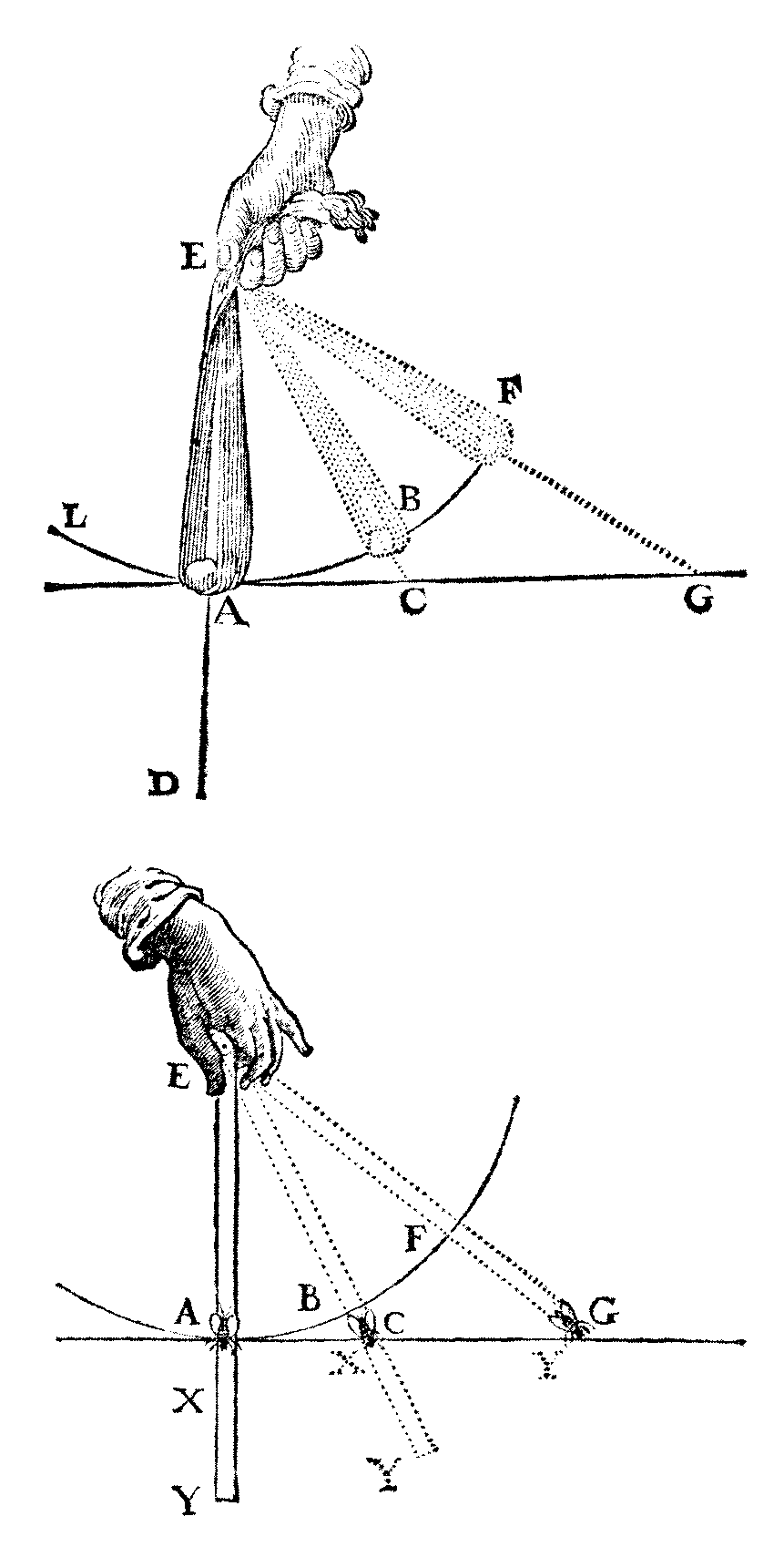
La il·lustració del moviment d'objectes treta de l'obra

Principia philosophiae (Principis de filosofia) és una obra de René Descartes. Va ser escrita en llatí el 1644, i dedicada a la Princesa Elisabet de Bohemia, amiga i corresponent de Descartes. Es va publicar la traducció al Francés, feta per l'abat Claude Picot, l'any 1647 (Les Principes de la Philosophie). En el pròleg de l'edició en francès, escrit per Descartes, fa un resum del contingut de l'obra. El llibre consta de dos parts, la primera tracta sobre la metafísica, i per comprendre-la millor és recomanable llegir primer Meditacions Metafísiques. La segona conté les nocions generals de física, principalment la composició de l'univers i les seves lleis, particularment de la terra i els seus components, l'aire, l'aigua, el foc, i el magnetisme, i les propietats que trobem en aquests cossos, com la calor, el pes, la llum, etc. Per completar tot el coneixement caldria tractar dels minerals, les plantes, els animals i l'home, i finalment de la medicina la mecànica i la moral. Si bé creu que tindria la capacitat per fer-ho, diu que calen uns mitjans per fer experimentacions dels quals no disposa, no obstant no dubte que en etapes posteriors altres homes ho faran.